# Alessandro Calori
Alessandro Calori, född 29 augusti 1966 i Arezzo i Italien, är en italiensk fotbollstränare och f.d. -spelare.

## Karriär

### Spelarkarriär
Calori spelade i AC Arezzos ungdomslag innan han tog steget upp när han fick ett proffskontrakt med Serie C-laget Montevarchi Calcio, där han tillbringade fyra säsonger.
Efter två säsonger i Pisa gick han 1991 till Udinese där han tillbringade större delen av sin karriär. Under sina åtta säsonger där imponerade han som kraftfull mittback. 1999 skrev han 33 år gammal på för Perugia och skapade rubriker då han gjorde det enda målet i vinsten mot Juventus i sista ligamatchen för säsongen 1999/2000 som tog ligasegern från Juventus.
Calori avslutade sin spelarkarriär 2004 efter kortare visiter hos Brescia och Venezia.

### Tränarkarriär
Efter att ha avslutat spelarkarriären fortsatte han som assisterande tränare för Venezia, med huvudtränaren Julio César Ribas. 2005 blev han deltränare för Serie B-klubben Triestina tillsammans med Adriano Buffoni, men blev avskedad bara några veckor senare. 2006 fick han ett nytt tränarjobb, denna gång för Sambenedettese. Han fann ingen större lycka där heller och fick sparken i oktober samma år.
10 mars 2008 fick han jobbet som tränare för Avellino och ersatte därmed Guido Carboni.
Säsongen 2009/2010 ledde Calori Portosummaga till en historisk uppflyttning till Serie B. Säsongen efter fick han förtroendet att leda Padova, men han sparkades redan i december 2010.
Ungefär ett år senare, i december 2011 fick han istället förtroendet att leda Brescia Calcio, som han representerat som spelare. Han ledde laget till en åttonde plats och året efter, 2012/2013, till Serie A-playoff. Där blev det dock stopp mot Livorno. Sommaren 2013 lämnade Calori posten som Brescia Calcio

## Fotnoter
1. ↑  ”Calori nuovo allenatore della Samb”. Sambenedetto Oggi. 29 juni 2006. Arkiverad från originalet den 18 februari 2013. https://archive.is/20130218110131/http://www.sambenedettoggi.it/2006/06/29/21494/calori-nuovo-allenatore-della-samb/. Läst 12 mars 2008.
2. ↑  ”Via Calori, torna Chimenti”. Sambenedette Oggi. 3 oktober 2006. Arkiverad från originalet den 18 februari 2013. https://archive.is/20130218182428/http://www.sambenedettoggi.it/2006/10/03/26181/via-calori-torna-chimenti/. Läst 12 mars 2008.
3. ↑  ”UFFICIALE: Avellino, esonerato Carboni. Arriva Alessandro Calori”. Tutto Mercato Web. 10 mars 2008. http://tuttomercatoweb.com/?action=read&id=96534. Läst 12 mars 2008.
4. ↑  Alessandro Calori non e piu il tecnico del Calcio Padova Arkiverad 28 september 2013 hämtat från the Wayback Machine.
5. ↑  I ringraziamenti del Brescia a Calori